# 埃斯唐普
埃斯唐普（法語：Estampes，法語發音：[ɛstɑ̃p] ⓘ）是法国热尔省的一个市镇，属于米朗德区。

## 地理
埃斯唐普（43°23'49"N, 0°16'34"E）面积10.82 平方千米，位于法国奧克西塔尼大區热尔省，该省份为法国西南部内陆省份，北起顺时针与洛特-加龙省、塔恩-加龙省、上加龙省、上比利牛斯省、大西洋比利牛斯省和朗德省接壤。
与埃斯唐普接壤的市镇（或旧市镇、城区）包括：埃斯唐皮尔、卡斯泰、拉吉昂马祖、米耶朗、蒙泰居阿罗斯、弗雷谢德。

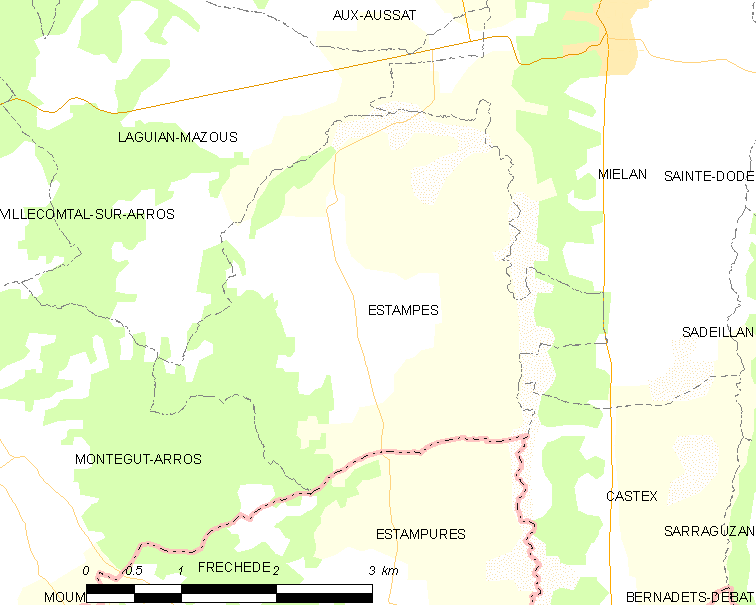
埃斯唐普的OSM定位图

埃斯唐普的时区为UTC+01:00、UTC+02:00（夏令时）。

## 行政
埃斯唐普的邮政编码为32170，INSEE市镇编码为32126。

## 政治
埃斯唐普所属的省级选区为米朗德-阿斯塔拉克县。

## 人口

1962-2008年间埃斯唐普人口变化图示

埃斯唐普于2022年1月1日时的人口数量为162人。